# Лисициан, Рузанна Павловна
Рузанна Павловна Лисициан (род. 9 мая 1945, Москва, СССР) — советская и российская певица, вокальный педагог. Народная артистка Армянской ССР (1987), заслуженная артистка Российской Федерации (1997), профессор.

## Биография
Рузанна Лисициан родилась в семье известного советского оперного певца Павла Лисициана. Училась в Центральной музыкальной школе при Московской государственной консерватории по классу арфы. В 1965 окончила вокальное отделение музыкального училища им. М.М.Ипполитова-Иванова, в 1969 году —  Музыкально-педагогический институт имени Гнесиных (кл. Н. A. Beрбовой).
В 1965—1973 годах пела в ансамбле старинной музыки «Мадригал», в дальнейшем в дуэте со своей старшей сестрой Кариной была солисткой Московской государственной академической филармонии. На протяжении многих лет их вокальный дуэт выступал на телевидении, радио и концертной эстраде, много гастролировал по городам СССР и многих других стран. В его постоянно пополнявшийся репертуар входили более пятисот произведений различных эпох, жанров и стилей, всегда исполнявшихся на языке оригинала.
В 1996—2002 годах Рузанна Лисициан преподавала в Академии хорового искусства и Государственном музыкальном училище им. Гнесиных. С 2002 года она – доцент, а позже профессор кафедры сольного академического пения Российской академии музыки имени Гнесиных. Её наиболее известными ученицами являются солистка Большого театра Анна Аглатова и солистка Геликон-Оперы Елена Михайленко.
Рузанна Лисициан входит в состав жюри ряда российских музыкальных конкурсов. Вместе со своей сестрой Кариной и братом Рубеном она создала благотворительный фонд имени П. Лисициана, в рамках деятельности которого организует многочисленные концерты, мастер-классы, творческие семинары.

## Награды
- Народная артистка Армянской ССР (1987)
- Заслуженная артистка Российской Федерации (25 августа 1997 года) — за заслуги в области искусства[6]